# Кубок чемпионов КОНМЕБОЛ — УЕФА
Ку́бок чемпио́нов КОНМЕБОЛ—УЕФА (англ. CONMEBOL–UEFA Cup of Champions), ранее известный как Ку́бок Арте́мио Фра́нки (англ. Artemio Franchi Trophy) — соревнование по футболу среди национальных сборных, проводившееся под эгидой ФИФА с 1985 года по 1993, реорганизованное УЕФА в 2022 году. Турнир состоит из одного матча с участием действующих чемпиона Европы и Южной Америки и, по замыслу ФИФА, должен проходить раз в четыре года в канун чемпионата мира.

## История

### Возобновление турнира
Идею возвращения подобного турнира поддержал УЕФА в 2016 году в дни чемпионата Европы во Франции.
12 февраля 2020 года УЕФА и КОНМЕБОЛ подписали обновленный меморандум о взаимопонимании, направленный на укрепление сотрудничества между двумя организациями. В рамках соглашения совместный комитет УЕФА-КОНМЕБОЛ рассмотрел возможность проведения межконтинентальных матчей между Европой и Южной Америкой как для мужского, так и для женского футбола и для разных возрастных групп. 28 сентября 2021 года УЕФА и КОНМЕБОЛ подтвердили, что победители чемпионата Европы и Кубка Америки встретятся друг с другом в межконтинентальном матче, при этом соглашение первоначально распространяется на три матча, начиная с 2022 года. 15 декабря 2021 года УЕФА и КОНМЕБОЛ снова подписали обновленный меморандум о взаимопонимании сроком до 2028 года, который включал конкретные положения об открытии совместного офиса в Лондоне и возможной организации различных футбольных мероприятий. 22 марта 2022 года УЕФА объявил, что «Кубок чемпионов КОНМЕБОЛ—УЕФА» станет новым названием Кубка Артемио Франки.
Матч 2022 года, известный как «Финалиссима», состоялся между победителями чемпионата Европы 2020 года (состоявшегося в 2021 году) сборной Италии и победителем Кубка Америки 2021 года сборной Аргентины на стадионе Уэмбли в Лондоне, Англия. Аргентина выиграла матч со счетом 3:0 и стала победителем кубка во второй раз в своей истории.

## Список победителей
| Год  | Место     | Финальная игра | Финальная игра | Финальная игра |
| Год  | Место     | Победитель     | Счет           | 2-е место      |
| ---- | --------- | -------------- | -------------- | -------------- |
| 1985 | Франция   | Франция        | 2:0            | Уругвай        |
| 1993 | Аргентина | Аргентина      | 1:1 (5:4 пен)  | Дания          |
| 2022 | Англия    | Аргентина      | 3:0            | Италия         |

## Кубок Артемио Франки 1985
На первом Кубке Артемио Франки сильнейшего выявляли победитель чемпионата Европы 1984 года сборная Франции и победитель Кубка Америки 1983 года сборная Уругвая.
| 21 августа, 1985 | \| Франция \| 2:0 (1:0) \| Уругвай \| \| Рошто, 5' Туре, 56' \| Голы \| \| | Стадион: Парк де Пренс, Париж Зрителей: 20 405 Судья: Абель Гнекко |
| Франция: Батс, Бибар, Ле Ру, Босси, Айяш, Жиресс, Фернандес, Платини, Тюссо, Туре, Рошто Гл. тренер: Анри Мишель Уругвай: Родригес, Диого, Гутьеррес, Перейра, Батиста, Барриос (Саралеги, 77'), Боссио, Сантин, Рамос, Франческоли, Кабрера (Дальто, 77') Гл. тренер: Омар Боррас |                                                                            |                                                                    |
| Франция | 2:0 (1:0)                                                                  | Уругвай                                                            |
| Рошто, 5' Туре, 56' | Голы                                                                       |                                                                    |

## Кубок Артемио Франки 1993
Сильнейшего выявляли чемпион Европы 1992 года сборная Дании и победитель Кубка Америки 1991 года сборная Аргентины.
| 24 февраля, 1993 | \| Аргентина \| 1:1 (1:1) по пен. 5:4 \| Дания \| \| Каниджа, 30' (пенальти) \| Голы \| Кравиотто, 12' (автогол) \| | Стадион: Хосе Мария Минелья, Мар-дель-Плата Зрителей: 40 000 Судья: Шандор Пуль |
| Аргентина: Гойкочеа, Кравиотто (Сальдана, 113'), Борелли, Васкес, Альтамирано, Симеоне, Манкусо, Родригес (Франко, 60'), Марадона, Каниджа, Батистута Гл. тренер: Альфио Басиле Дания: Шмейхель, Ольсен, Рипер, Кьельдберг, Пехник (Нильсен, 38'), Мёльбю, Голльбек, Вильфорт, Х. Ларсен (М. Ларсен, 120'), Лаудруп, Эльструп Гл. тренер: Рихард Мёллер-Нильсен | |                                                                                 |
| Аргентина | 1:1 (1:1) по пен. 5:4                                                                                               | Дания                                                                           |
| Каниджа, 30' (пенальти) | Голы | Кравиотто, 12' (автогол)                                                        |

## Кубок чемпионов КОНМЕБОЛ-УЕФА 2022
Кубок — Финалиссима (Большой финал) 2022.
Сильнейшего выявляли чемпион Европы 2020 года сборная Италии и победитель Кубка Америки 2021 года сборная Аргентины.
| 1 июня, 2022 | \| Италия \| 0:3 (0:2) \| Аргентина \| \| \| Голы \| Мартинес, 28' Ди Мария, 45'+1 Дибала, 90'+4 \| | Стадион:Уэмбли, Лондон Судья: Пьеро Маса Гомес |
| Аргентина: Мартинес, Тальяфико, Молина, Де Пауль (Паласиос, 76'), Месси, Ди Мария (Гонсалес, 90'+1), Ромеро (Песселья, 84'), Родригес, Отаменди, Ло Чельсо (Дибала, 90'+1), Мартинес (Альварес, 84') Гл. тренер: Лионель Скалони Италия: Доннарумма, Ди Лоренцо, Кьеллини (Ладзари, 46'), Жоржиньо, Белотти (Скамакка, 46'), Бернардески (Локателли, 46'), Пессина (Спинаццола, 62'), Эмерсон (Бастони, 77'), Барелла, Бонуччи, Распадори Гл. тренер: Роберто Манчини | |                                                |
| Италия | 0:3 (0:2)                                                                                           | Аргентина                                      |
| | Голы                                                                                                | Мартинес, 28' Ди Мария, 45'+1 Дибала, 90'+4    |